# Ubiratan (basquetebolista)
Ubiratan Pereira Maciel (São Paulo, 18 de janeiro de 1944 — Brasília, 17 de julho de 2002) foi um jogador brasileiro de basquetebol, que teve como principal conquista a medalha de bronze nos Jogos Olímpicos de Tóquio em 1964 e o título mundial em 1963. Foi o maior pivô do basquete brasileiro. Em 2010, Ubiratan Maciel tornou-se membro do Naismith Memorial Basketball Hall of Fame, o hall da fama do basquete norte americano, numa classe que contou com nomes como Scottie Pippen, Karl Malone e o Dream team, a seleção de basquete norte-americana dos Jogos Olímpicos de Verão de 1992.

## Carreira
Ubiratan atuou em quatro mundiais (63/67/70/78), ganhando três medalhas, sendo uma de ouro, e é o brasileiro que mais vezes vestiu a camisa verde e amarela na história dos Campeonatos Mundiais de Basquete, com 34 participações.
Em 2010, ele foi escolhido, junto com nomes como Karl Malone e Scottie Pippen para integrar a lista do Hall da Fama do Basquete, em Springfield (Massachusetts), EUA.

## Morte
Ubiratan morreu no dia 17 de julho de 2002 em Brasília aos 58 anos por infecção generalizada.